# 格雷森瓦利 (阿拉巴馬州)
格雷森瓦利（英語：Grayson Valley）是一個位於美國阿拉巴馬州傑佛遜縣的非建制地區和人口普查指定地區。根據2010年美國人口普查，該地人口為5736人。

## 地理
格雷森瓦利的座標為33°38′55″N 86°38′11″W / 33.648728°N 86.636513°W，而該地最高點為海拔高度827米（即942英尺）。